# Linnavuoriana malicola
Linnavuoriana malicola är en insektsart som först beskrevs av Aleksey A. Zachvatkin 1949.  Linnavuoriana malicola ingår i släktet Linnavuoriana och familjen dvärgstritar. Inga underarter finns listade i Catalogue of Life.